# Milocera divorsa
Milocera divorsa är en fjärilsart som beskrevs av Louis Beethoven Prout 1922. Milocera divorsa ingår i släktet Milocera och familjen mätare. Inga underarter finns listade i Catalogue of Life.